# Jægersborg
Jægersborg är en kommundel i Gentofte kommun, norr om Köpenhamn. Jægersborg har vuxit upp kring en kunglig gård och senare Jægersborgs slott.

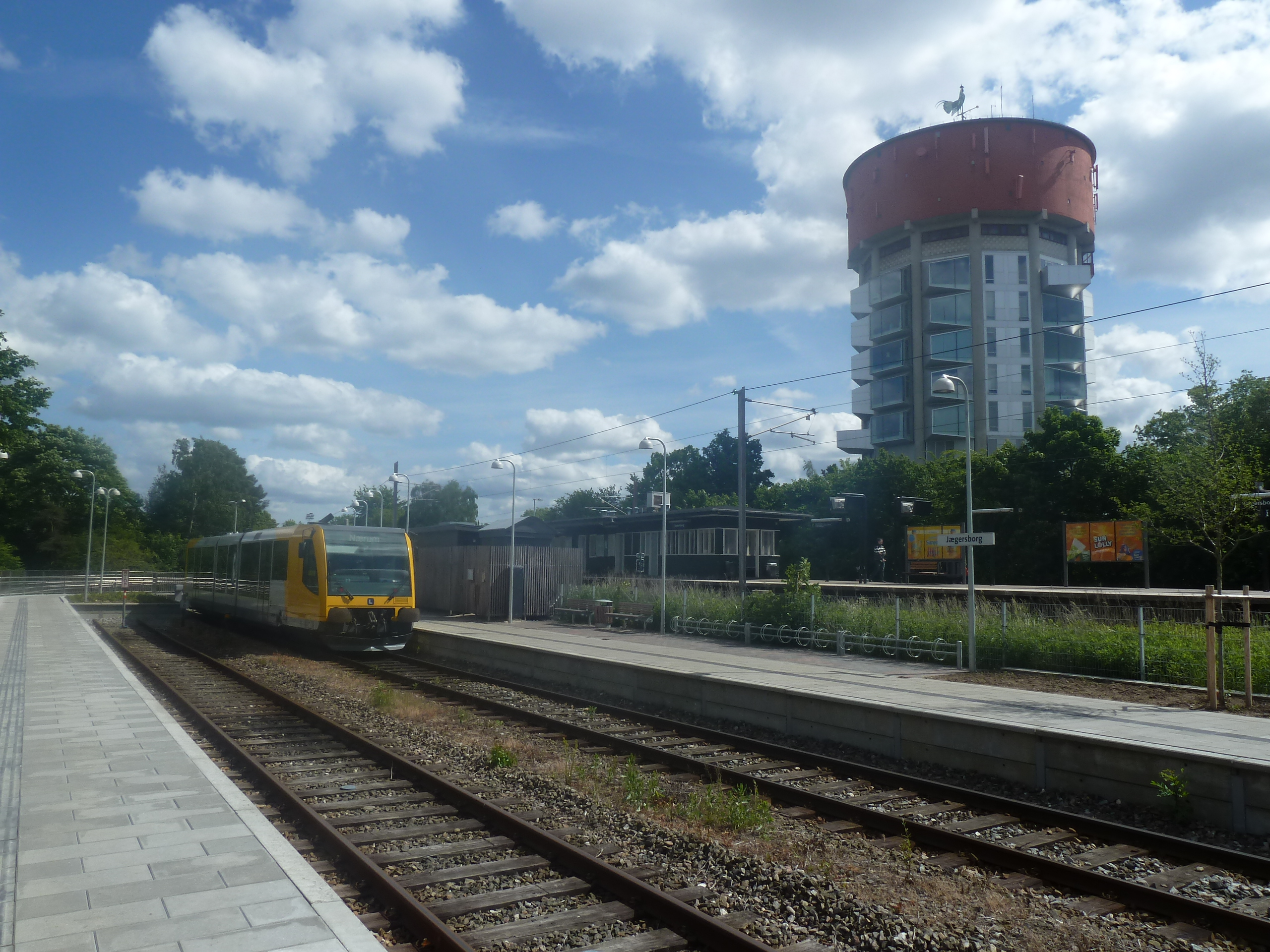
Jægersborg station och vattentornet

I Jægersborg finns en S-banestation på Nordbanen mellan Köpenhamn och Hillerød. Stationen i Jægersborg är även sydlig slutstation för Nærumbanen. 
Det markanta vattentornet från år 1955 har byggts om till ungdomslägenheter. Själva vattencisternen används dock fortsatt.